# Hemilutjanus macrophthalmos
Hemilutjanus macrophthalmos är en fiskart som först beskrevs av Tschudi, 1846.  Hemilutjanus macrophthalmos ingår i släktet Hemilutjanus och familjen havsabborrfiskar. IUCN kategoriserar arten globalt som otillräckligt studerad. Inga underarter finns listade i Catalogue of Life.